# Кировский сельский округ (Северо-Казахстанская область)
Кировский сельский округ (каз. Киров ауылдық округі) — административная единица в составе Тайыншинского района Северо-Казахстанской области Казахстана. Административный центр — село Кирово.
Население — 1523 человека (2009, 2492 в 1999, 3768 в 1989).

## Социальные объекты
В округе функционирует средняя школа, основная школа и начальная школа, три дошкольных мини-центра. При Кировской школе имеется интернат.
Функционируют 2 сельские библиотеки, 2 клуба, 3 медицинских пункта.

## История
Кировский сельский совет образован 26 октября 1934 года. 24 декабря 1993 года решением главы Кокчетавской областной администрации образован Кировский сельский округ.
В состав сельского округа вошла территория ликвидированного Ильичевского сельского совета (сёла Ильич, Агроном).

## Состав
В состав округа входят такие населенные пункты:
| Населенный пункт | Население, человек (1989) | Население, человек (1999) | Население, человек (2009) |
| ---------------- | ------------------------- | ------------------------- | ------------------------- |
| Агроном, село    | 270                       | 207                       | 172                       |
| Восточное, село  | 312                       | 191                       | 110                       |
| Ильич, село      | 1299                      | 780                       | 511                       |
| Кирово, село     | 1404                      | 990                       | 680                       |
| Мирное, село     | 370                       | 257                       | 19                        |
| Трудовое, село   | 113                       | 67                        | 31                        |